# 乾汽船
乾汽船株式会社（いぬいきせん、英語: Inui Global Logistics Co., Ltd.）は、東京都中央区に本社を置く海運業・倉庫業・不動産業を営む会社である。

## 概要
神戸で海運業を営み、神戸海運五人男と称された乾財閥当主乾新兵衛が、1925年に土地の売買、賃貸借および金銭の貸付を行う目的で設立した「イヌイ倉庫株式会社」（設立当時の商号は「関東土地株式会社」）と、乾財閥の持株会社であった「乾合名会社」の後身である（旧）「乾汽船株式会社」が2014年10月に合併して、現在の乾汽船株式会社となった。

## 事業内容

### 海運事業
バラ積み船が主力で、北米、カナダ、オーストラリアからの穀物及び北米、ニュージーランドから木材等の海上輸送と、連結子会社や同業他社への船舶貸渡業をおこなう。

## 沿革
- 1908年（明治41年）4月 - 三代目・乾新兵衛により、資本金3千円、船腹4隻11,340屯の外航海運業として乾合名会社を兵庫県神戸市に創立。
- 1925年（大正14年）10月 - 乾新兵衛が関東土地株式会社（後のイヌイ倉庫株式会社、現在の存続法人）を創立し、土地の売買、賃貸借および金銭の貸付業務を営む。
- 1933年（昭和8年）10月 - 商号を乾汽船株式会社に変更。
- 1950年（昭和25年）4月 - 不定期航路事業開始する。
- 1952年（昭和27年）3月 - 東京証券取引所、大阪証券取引所に上場。
- 1964年（昭和39年）5月 - 海運集約再編成により大阪商船三井船舶株式会社（現：商船三井）のグループ入り。
- 1968年（昭和43年）4月 - 和洋汽船株式会社を吸収合併。
- 1972年（昭和47年）5月 - 海外子会社をパナマ共和国に設立し、船舶建造及び所有を開始。
- 2001年（平成13年）9月 - 本社を東京に移転。
- 2014年（平成26年）10月1日 - イヌイ倉庫株式会社が（旧）乾汽船株式会社を吸収合併し、商号を「乾汽船株式会社」に変更。本社はイヌイ倉庫株式会社の本社を継承。